# كأس نيوزيلندا 1987
كأس نيوزيلندا 1987 (بالإنجليزية: 1987 Chatham Cup)‏ هو موسم من كأس نيوزيلندا. فاز فيه جيسبورن سيتي ‏.